# Fot (Runenmeister)

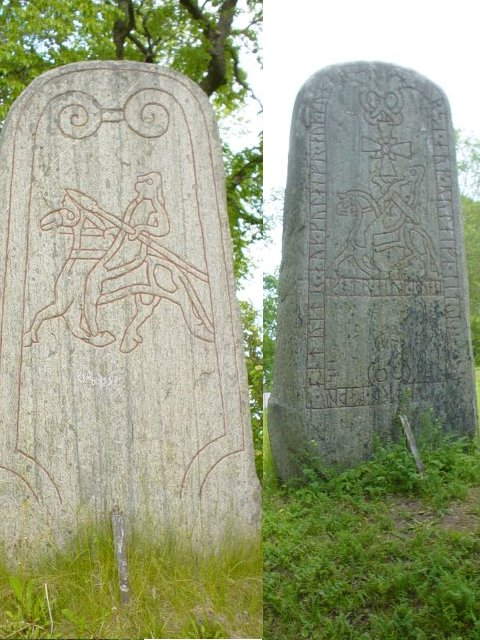
Fot ritzte den Runenstein von Skokloster

Fot war Mitte des 11. Jahrhunderts als Runenmeister in Mittelschweden tätig. Er hat in Uppland viele Runensteine geschnitten, von denen aber nur wenige signiert sind. Er war ein erfahrener und sicherer Runenmeister, dem durch Ornamentik, Rechtschreibung und Stil etwa 50 Runensteine zugeschrieben werden. Kennzeichnend für Fots Arbeiten sind die dänischen Runenlinien, die horizontalen Runenbänder und sein Standardkreuz. Einer der berühmtesten Steine ist der Runenstein von Skokloster (U 678).
Signierte Runensteine sind hauptsächlich im südöstlichen Uppland zu finden. Nach dem Stil zu urteilen, wurde er von Åsmund Kåresson beeinflusst.
Der Runenmeister Torgöt gibt auf dem im Runensteinstil Pr 4 – Mittelphase des Urnes-Stils – geschnittenen Stein U 308 an, dass er der Erbe von Fot war. Wahrscheinlich war er Fots Schüler oder sein Sohn.
Den Runenstein U 945 vor der Kirche von Danmark bei Uppsala unterschrieb Fot ebenso wie den Stein U 268, auf dem nur „Fot schnitzte“ erhalten ist.

## Signierte Steine

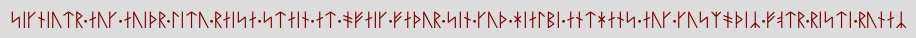
Text von U 945 – am Ende (durch Punkte getrennt) steht: .Fotr.risti.Runar

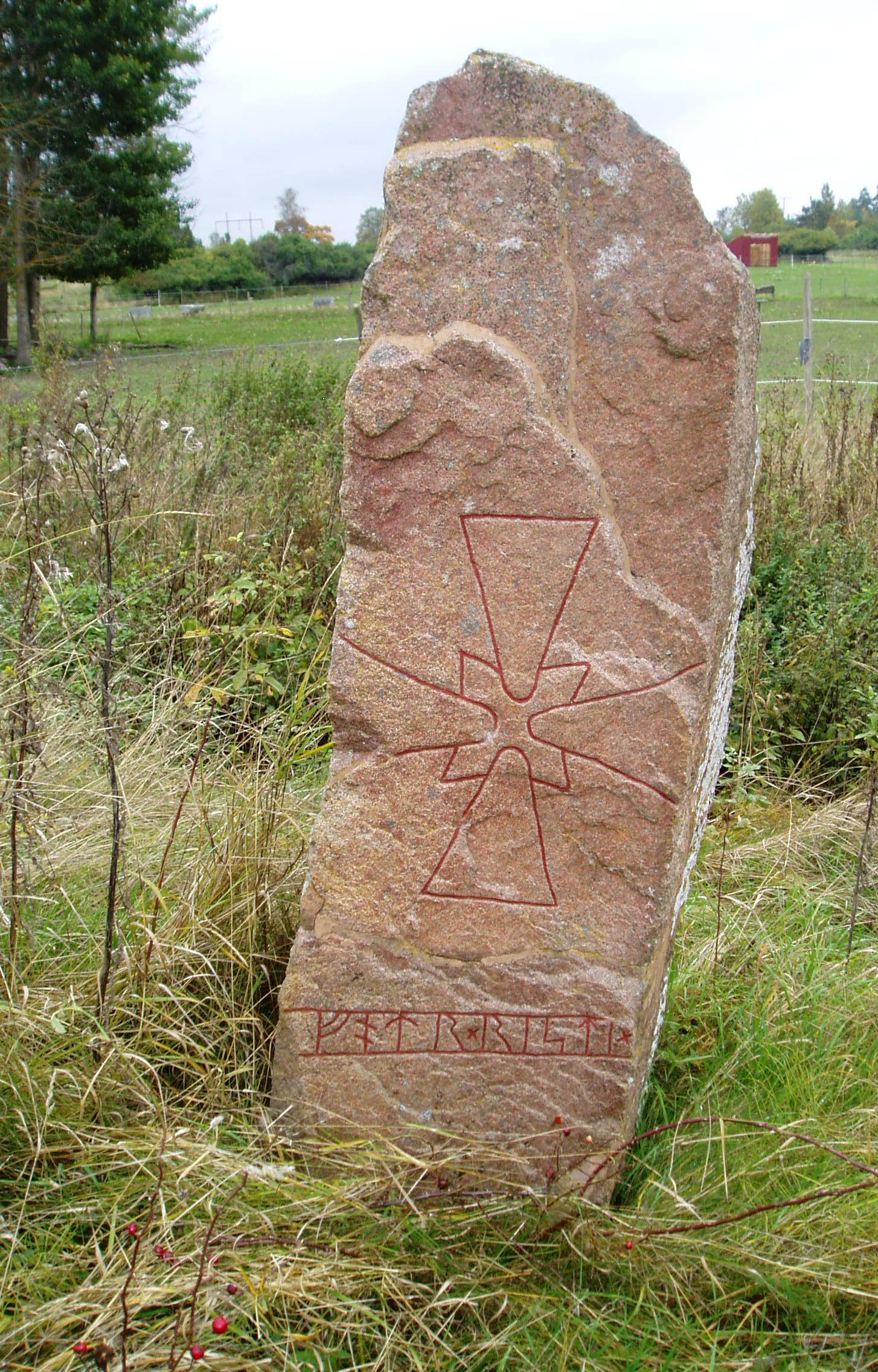
Signum des Fot auf U 268

- U 167, Östra Ryds socken – fotr × risti × runaʀ × þasi ×
- U 177, Stav, Roslags-Kulla socken – fotr × risti × runaR ×
- U 268, bildete zusammen mit U 267 und U 269 in Harby, Upplands Väsby, ein Denkmal. U 269 wurde im 16. Jahrhundert nach Harby Norrgården verlegt. – Fot ristade
- U 464, Edeby, Vassunda socken
- U 605, Stäksön, Stockholms-Näs socken, verloren – Fot ristade runorna
- U 638, Mansängen, Kalmar socken
- U 678, Skoklosters kyrka, Skokloster socken – sin fotr × hiuk × runaR
- U 945, Danmarks kyrka, Danmarks socken – Fotr risti runaʀ